# Кузнецов, Илья Владимирович (артист балета)
Илья Владимирович Кузнецов (род. 9 августа 1976, Самара) — российский артист балета, заслуженный артист России, народный артист Республики Северная Осетия-Алания. Лауреат театральной премии «Золотой софит» в номинации «Лучшая балетная роль» (сезон 2000—2001).

## Биография
Илья Кузнецов родился в Самаре (Куйбышев). Его родители были артистами балета и выступали в Самарском театре. Отец Кузнецов Владимир Анатольевич (Дьякон Собо́ра Влади́мирской ико́ны Бо́жией Ма́тери) 
В 1978 году семья переехала жить в Томск, а в 1980 году — в Омск. С 1986 года Илья Кузнецов начал учиться в Пермском хореографическом училище, а в подростковом возрасте уехал в Санкт-Петербург в Академию Русского Балета имени А.Я. Вагановой. 
Поступил в Академию Русского балета им. А. Я. Вагановой, учился в классе Владилена Семенова. В 1995 году стал выпускником этого учебного заведения.
Был приглашен из Академии Русского балета в Мариинский театр на солиста балета. В 1997 году стал солистом Мариинского театра. Становился лауреатом премии Санкт-Петербурга «Золотой софит», в театральном сезоне 2000—2001 года, в номинации «Лучшая балетная роль». Был номинирован за балетную партию «Звуки пустых страниц» и роль хулигана в балете «Барышня и хулиган».
В 2009 году Илье Кузнецову было присвоено звание «Заслуженного артиста России». В 2014 году ему присвоили звание «Народного артиста Республики Северная Осетия — Алания».
Был приглашенным солистов в театрах Соединенных Штатов Америки, Англии, Швеции, Франции, Китая, Японии, Украины, Италии, Финляндии, Испании, Германии, Югославии.
Член Международной танцевальной ассоциации UNESCO и президент Благотворительного фонда «Пропаганда и Возрождение Русского Искусства».
Создатель и Генеральный директор ООО "Детской Школы Балета Ильи Кузнецова" (с 2012г.)
Автор методики для детской школы балета, классической хореографии от 4 до 12 лет.
Президент Благотворительного Фонда "Пропаганда и Возрождения Русского Искусства" (с 2013г.)
Генеральный директор и автор спектакля «Маша и Щелкунчик» (2014г.)
ГЕНЕРАЛЬНЫЙ ДИРЕКТОР БАЛЕТНОГО КОНКУРСА "Ballerinka Baltic Sea".
Член Партии ЛДПР (с 2022 г.)
Член Союза театральных деятелей ( с 2022 г.)
Профессор Шаньсийского Университета (2023)
Партнерши по сцене: Ульяна Лопаткина, Диана Вишнева, Ирма Ниорадзе, Юлия Махалина, Анастасия Волочкова, Алтынай Асылмуратова, Ильзе Лиепа, Жанна Аюпова, Светлана Захарова, Олеся Новикова, Павленко Дарья, Екатерина Кондаурова, Софья Лазуткина, Елена Шешина, Светлана Иванова, Наталья Сологуб, Вероника Парт, Надежда Гончар, Майя Думченко, Александрова Мария, Вера Арбузова, Виктория Терешкина, Алина Сомова, Ирина Голуб, Анастасия Матвиенко, Оксана Скорик, Елена Евсеева, Александра Иосифиди, Яна Селина, Татьяна Амосова и еще много прекрасных балерин!

## Репертуар
- «Жизель» (граф Альберт, Ганс) - хореография Жана Коралли, Жюля Перро, Мариуса Петипа; «Корсар» (Конрад) - постановка Петры Гусевой на основе композиции и хореографии Мариуса Петипа;  «Баядерка» (Раб) - хореография Мариуса Петипа в редакции Владимира Пономарева и Вахтанга Чабукиани;  «Спящая красавица» (принц Шарман, фея Карабос) - хореография Мариуса Петипа, реконструкция спектакля 1890 года;  «Лебединое озеро» (принц Зигфрид, Ротбарт) - хореография Мариуса Петипа и Льва Иванова, редакция Константина Сергеева;  «Раймонда» (Абдерахман, Жан де Бриен) - хореография Мариуса Петипа, редакция Константина Сергеева;  «Дон Кихот» (Эспада) - хореография Александра Горского;  «Жар-птица» (Иван-Царевич) - хореография Михаила Фокина;  «Бахчисарайский фонтан» (Гирей, Вацлав) - хореография Ростислава Захарова;  «Спартак» (Спартак, Гармодий) - хореография Леонида Якобсона;  «Ромео и Джульетта» (Ромео, Тибальд, Парис) - хореография Леонида Лавровского;  «Легенда о любви» (Визирь) - хореография Юрия Григоровича;  «Ленинградская симфония» (Юноша) - хореография Игоря Бельского;  «Барышня и хулиган» (Хулиган) - хореография Константина Боярского;  балеты Джорджа Баланчина: «Аполлон», «Серенада», «Симфония до мажор» (II часть), «Вальс»;  «Кармен-сюита» (Хозе, Тореро) - хореография Альберто Алонсо;  «Кармен» (Хозе) - хореография Ролана Пети;  
«В ночи» (III часть) - хореография Джерома Роббинса;  «Этюды» - хореография Харальда Ландера;  «Манон» (Де Грие) - хореография Кеннета Макмиллана;  «Щелкунчик-принц» - постановка Михаила Шемякина, хореография Кирилла Симонова;  балеты Алексея Ратманского: «Поэма экстаза» и «Конек-Горбунок» (Царь);  балеты Джона Ноймайера: «Время от времени,« Звуки пустых страниц »;  «Прерванная ария» (солист) - хореография Питера Кванца  и «Лабиринт» - хореография Марты Грэм.  Также в репертуаре:  Trois Gnossienes - хореография Ханса ван Манена;  «Вальпургиева ночь» (Вакх).  Балет "Тамар" Странник, проект Андриса Лиепа (Русские Сезоны)  Балет "Клеопатра" Мистер Г.  Балет "Сапфиры" Сапфир, Проект Ирмы Ниорадзе  Бенифис Ильи Кузнецова "Сфороце" 2008г.  Римская Опера в постановках балета "Клеопатра" Раб и "Корсар" Конрад.